# Ctenactis albitentaculata
Ctenactis albitentaculata là một loài san hô trong họ Fungiidae. Loài này được Hoeksema mô tả khoa học năm 1989.